# Aer Arann Islands
Aer Arann Islands ist der Markenname der Galway Aviation Services Ltd. Das Unternehmen ist eine irische Fluggesellschaft mit Sitz in Indreabhán und Basis auf dem Flugplatz Connemara.

## Geschichte
Aer Arann Islands wurde 1970 von James Coen und Ralph Langan als Aer Arann gegründet und startete mit Flügen zwischen Galway und den drei Aran-Inseln. Zunächst nutzte sie als einziges Flugzeug eine Britten-Norman BN-2 Islander. Der Inselflugbetrieb zog später an den näher zu den Inseln gelegenen Flugplatz Connemara um. Im Jahr 1994 kaufte Pádraig Ó Céidigh die Fluggesellschaft und begann damit, die Anzahl der Zielflughäfen und die Flotte auszubauen. Dabei übernahm die Gesellschaft unter dem Namen Aer Arann Express mit größeren Flugzeugtypen Regionalflüge, auch außerhalb Irlands für, und teilweise auch im Namen von Aer Lingus und flybe.
Im Jahr 2002 wurde die Ursprungsgesellschaft unter dem Namen Aer Arann Islands als Tochtergesellschaft für den Inselflugbetrieb abgespalten.
Der Betrieb der Aer Arann Express, seit 2011 Aer Arann Regional, wurde 2010 vom britischen Transportunternehmen Stobart Group übernommen und wird seit 2014 unter der Bezeichnung Stobart Air fortgesetzt. 
Nachdem die Fluggesellschaft eine Ausschreibung für einen Vierjahresvertrag nicht gewonnen hatte, drohte zum 30. September 2015 die Aufgabe des Inselflugbetriebes. Dieser sollte durch einen Service mit Hubschraubern vom Flughafen Galway ersetzt werden. Proteste wegen des Flughafenwechsels und der Arbeitsplatzverluste führten zu einer Rücknahme dieser Entscheidung, sodass Aer Arann Islands die Inseln weiter anfliegt.

## Flugziele
Aer Arann Islands fliegt vom Flugplatz Connemara aus Ziele auf den Aran-Inseln an. Darüber hinaus werden Charterflüge angeboten.

## Flotte
Mit Stand Juli 2022 besteht die Flotte der Aer Arann Islands aus drei Flugzeugen:
| Flugzeugtyp                      | Anzahl | Luftfahrzeugkennzeichen | Anmerkungen |
| -------------------------------- | ------ | ----------------------- | ----------- |
| Britten-Norman BN-2A-8 Islander  | 1      | EI-AYN                  |             |
| Britten-Norman BN-2A-26 Islander | 1      | EI-BCE                  |             |
| Britten-Norman BN-2B-20 Islander | 1      | EI-CUW                  |             |
| Gesamt                           | 3      |                         |             |

## Zwischenfälle
Air Arann Islands verzeichnet von ihrer Abspaltung 2002 bis November 2020 keine Zwischenfälle mit Totalverlust des Flugzeugs.